# A hazafi (film, 1998)
A Hazafi vagy A patrióta (eredeti cím: The Patriot) 1998-ban bemutatott amerikai akcióthriller, amelyet M. Sussman és John Kingswell forgatókönyvéből Dean Semler rendezett. A film William C. Heine The Last Canadian című regényén alapul. A főbb szerepekben Steven Seagal, Gailard Sartain, L. Q. Jones és Camilla Belle látható.
A filmet világszerte 1998. július 10-én, az Egyesült Államokban pedig 1999. február 6-án mutatták be a mozikban.

## Cselekmény
Dr. Wesley McClaren orvos és egykori titkosszolgálati ügynök a lányával él a montanai Ennis kisvárosban, miután felmondott a CIA-nál. Bennszülött amerikai lévén különös jelentőséget tulajdonít a természetgyógyászatnak, és olyan embereket is kezel, akik nem engedhetik meg maguknak a hagyományos orvosi ellátást. A kisvárosi idillt azonban beárnyékolja a szintén ott élő Floyd Chisolm. Floyd egy országszerte körözött neonáci és egy erősen felfegyverzett milíciacsoport vezetője. Feladja magát az FBI-nál, de mielőtt ezt megtenné, ő és bandája egy, a CIA-tól lopott halálos vírust szabadítanak el. Ő azonban úgy véli, hogy az ellenszert már magához vette.
Fokozatosan az egész város megbetegszik és az amerikai kormány katonai karantén alá helyezi a területet. A járványügyi szakértők és biokémikusok ideiglenes kutatóállomást hoznak létre. Közben Floydnak rá kell jönnie, a feltételezhető ellenszer nem hatásos. A csatlósai erőszakkal kiszabadítják az őrizetből és átveszik az irányítást a város felett. Egy rutinszerű vérvizsgálat során rájönnek, McClaren lánya immunisnak tűnik a vírusra. A hatékony ellenszer előállításához nagy mennyiségre van szükségük a lány véréből, de ez a lány halálát jelentené.
A két férfi ezután elmenekül, McClaren pedig kétségbeesetten keresi az ellenszert egykori laboratóriumában. Egy véletlen folytán végül meg is találja a megoldást: egy egyszerű növény virágait, amelyet már az őslakosok is használtak gyógyszerként.

## Szereplők
| Szerep              | Színész             | Magyar hang        |
| ------------------- | ------------------- | ------------------ |
| Dr. Wesley McClaren | Steven Seagal       | Szakácsi Sándor    |
| Floyd Chisholm      | Gailard Sartain     | Hollósi Frigyes    |
| Frank               | L. Q. Jones         | Komlós András      |
| Pogue               | Silas Weir Mitchell | Halmágyi Sándor    |
| Holly McClaren      | Camilla Belle       | Bogdányi Titanilla |
| Dr. Richard Bach    | Dan Beene           | N/A                |
| Johnson hadnagy     | Damon Collazo       | N/A                |
| Dr. Ann White Cloud | Whitney Yellow Robe | N/A                |
| Bob "Big Bob"       | Brad Leland         | N/A                |
| Molly               | Molly McClure       | N/A                |

## Fordítás
- Ez a szócikk részben vagy egészben  a   The Patriot (1998 film) című angol Wikipédia-szócikk fordításán alapul.  Az eredeti cikk szerkesztőit annak laptörténete sorolja fel. Ez a jelzés csupán a megfogalmazás eredetét és a szerzői jogokat jelzi, nem szolgál a cikkben szereplő információk forrásmegjelöléseként.